# Impôt sur le célibat
Un impôt sur le célibat est un impôt vexatoire prélevé sur les hommes ou femmes célibataires. Au cours de l'histoire, des impôts sur le célibat sont instaurés dans un contexte de panique morale à cause du statut essentiel du mariage dans diverses époques et régions. Depuis la Rome antique jusqu'aux législations récentes du New Jersey et du Michigan, le libertinage imaginé ou la prétendue dépravation chez les célibataires a nourri des débats et des projets de lois comme remèdes à leur situation,,. Néanmoins, d'autres motifs ont prévalu pour taxer les célibataires : racisme (en Afrique du Sud), nationalisme, ou pour financer des aides d'État ou enfin, tout simplement, comme ressource fiscale. Plus récemment, les impôts sur le célibat sont considérés comme une taxe sur l'absence d'enfant, ce qui s'est fréquemment produit chez les États signataires du pacte de Varsovie,,. Actuellement, il n'existe plus d'impôt de ce type dans le monde.[réf. nécessaire]

## Histoire

### Rome antique
La Lex Papia Poppaea est instaurée en l'an 9 par l'empereur Auguste pour favoriser le mariage. La loi prévoit des pénalités financières pour les célibataires, à l'exception des Vestales, ainsi que sur les couples mariés sans enfants. Elle concerne les hommes âgés de 25 à 60 ans et les femmes de 20 à 50.

### Empire ottoman
Le Resm-i mücerred (en) est un impôt sur le célibat instauré depuis le XVe siècle en parallèle avec le resm-i çift (en) et le resm-i bennâk (en). Ceux qui étaient concernés migraient probablement vers d'autres régions. Les mücerred migrants avaient de meilleures perspectives professionnelles dans une ville en expansion.

### Angleterre
En 1695, le parlement anglais vote le Marriage Duty Act 1695 (en), surnommé Registration tax, qui lève un impôt sur les naissances, les mariages, des veufs sans enfants et les hommes célibataires de plus de 25 ans. Cet impôt sert principalement à financer la guerre de la Ligue d'Augsbourg et comme instrument pour les recensements des clercs anglicans. L'impôt, considéré comme inefficace, est aboli en 1706.

### États-Unis
En 1821, l'État du Missouri a prélevé 1$ sur tous les hommes non mariés.
L'État du Michigan a plusieurs fois tenté d'instaurer un impôt sur les célibataires. En 1837, le sénateur Edward D. Ellis a cherché à faire voter une loi en ce sens, mais sans succès. Plusieurs tentatives ont lieu en 1848, 1849 et 1850. Pendant la Guerre de sécession, nouvelle tentative et nouvel échec ; la situation se répète en 1897, 1901, 1911, 1919. Le dernier projet de loi, en 1935, a échoué à cause de considérations économiques.
Le 12 février 1898, Waller du New Jersey propose de lever un impôt sur les célibataires comme loi somptuaire, mais le vote échoue.
En 1890, le Wyoming examine brièvement une proposition de prélever 2,5$ sur les célibataires mais elle est ajournée.
En Californie, pour remédier à une natalité faible en 1934, le ministre des finances Roland Vandegrift propose un impôt de 5$ à 25$ sur les célibataires, mais sans y parvenir.

### Afrique du Sud
En 1919, l'Afrique du Sud prélève un impôt sur les célibataires pour des motifs raciaux : aligner la croissance de population des Blancs avec celle des Noirs.

### Allemagne
En 1923, la ville de Repelen vote un impôt de 2 000 marks par mois sur les célibataires. Néanmoins, cette loi est rapidement annulée par les autorités fédérales.

### Italie
Un impôt sur le célibat est instauré de 1927 à la chute de Mussolini en 1943. Dans un discours prononcé le 26 mai 1927, Mussolini annonce que cet impôt a rapporté entre 40 et 50 millions de lires, mais que la loi servait un objectif pro-nataliste : « Soyons bien clairs : que sont 40 millions d'Italiens comparés à 90 millions d'Allemands et 200 millions de slaves ? Que pèsent 40 millions d'Italiens face à 40 millions de Français, plus 90 millions de personnes dans leurs colonies ? Ou 46 millions d'Anglais et les 450 millions de gens dans leurs colonies ? ». En 1936, les célibataires italiens doivent payer près du double de leur impôt sur le revenu.
En 1999, le maire de la ville de Vastogirardi propose de réinstaurer un impôt local sur le célibat.

### Pologne
En 1946, la Pologne instaure le Bykowe, une loi sur l'absence d'enfant qui concernait les personnes de 21 ans non mariées entre le 1er janvier 1946 et le 29 novembre 1956. La loi est ensuite limitée aux personnes de plus de 25 ans jusqu'au 1er janvier 1973, où elle est abrogée. Cette loi s'inscrivait dans les politiques soviétiques natalistes et d'autres impôts sur l'absence d'enfant, en vigueur en Union Soviétique et en Roumanie.

### Union Soviétique
Un impôt était prélevé entre 1941 et 1992 sur les hommes sans enfant de 25 à 50 ans et les femmes sans enfant de 20 à 45 ans. Cet impôt, basé sur le revenu, représentait 6% du salaire. Comme en Pologne communiste, il s'agissait plus exactement d'un impôt sur l'absence d'enfant.

### Roumanie
En 1986, après la croissance démographique de la génération nataliste, un impôt sur le célibat est instauré ; il reste en vigueur jusqu'à la révolution de 1989.

### Argentine
Un impôt sur le célibat existait vers la fin du XIXe siècle : en étaient exemptés les hommes qui pouvaient prouver qu'ils avaient demandé une femme en mariage et qu'elle avait refusé. En 1900, cette mesure a provoqué l'apparition des « refuseuses professionnelles », c'est-à-dire des femmes qui, moyennant finances, acceptaient de jurer devant les autorités qu'un homme les avait demandées et qu'elles avaient décliné.